# Critica della ragion pratica
La Critica della ragion pratica (titolo originale in tedesco Kritik der praktischen Vernunft) è la seconda delle tre celebri Critiche del filosofo Immanuel Kant, pubblicata nel 1788. Fa seguito alla Critica della ragion pura (1781) ed è uno dei suoi maggiori lavori sulla filosofia morale.
Sebbene Kant avesse già pubblicato un'opera significativa, Fondazione della metafisica dei costumi (1785), la Critica della Ragion pratica intendeva sviluppare la sua teoria della volontà come determinabile (o in grado di agire) solo dalla legge morale, collocare le sue visioni etiche nel quadro più ampio del suo sistema di filosofia critica e approfondire alcuni temi della sua filosofia morale, come il sentimento di rispetto per la legge morale e il concetto del bene supremo. 
Affine è la successiva La metafisica dei costumi (1797): nella Fondazione e nella Critica Kant pone il problema della fondazione e dei principi della "critica", in una parte de La Metafisica dei costumi (dal titolo Dottrina della virtù,  l'altra parte dell'opera è la Dottrina del diritto), Kant passa dalla "critica" al "sistema", ovvero espone i "doveri" e la sua etica.
Come nella Ragion pura, il filosofo si proponeva di mostrare non cosa l'uomo conosce, ma il "come" egli conosce, ovvero evidenziare i principi della conoscenza umana, allo stesso modo ora si pone di fronte al problema della morale: egli non vuole definire quali precetti etici debbano essere seguiti dall'uomo, bensì "come" quest'ultimo debba comportarsi per compiere un'azione autenticamente morale, e quindi in cosa consiste realmente la morale. In questo senso l'opera è deontologica, o prescrittiva. La morale della Critica della ragion pratica vuole essere, come già chiarisce la "Prefazione" all'opera, una morale formale, vuole indicare una "formula della moralità", la forma della morale, ma non il suo contenuto (le norme morali). Le norme della moralità, i singoli doveri, non sono in contrasto con l'intento della morale kantiana nel suo complesso, ma rientrano nei compiti non della Critica della ragion pratica bensì della Dottrina della virtù  della Metafisica dei costumi (1797), che contiene il sistema dei doveri che derivano dalla ragione pratica.

## Analisi del titolo
La ragione, intesa genericamente come il complesso delle nostre facoltà mentali, non solo è il fondamento della conoscenza ma serve come "ragione pratica" (come volontà) anche a dirigere l’azione, il comportamento dell'uomo.
Vi sono però due tipi di ragione pratica:
- la ragione "empirica" pratica, che si forma con l'esperienza;
- la ragione "pura" pratica, che non dipende dall'esperienza (pura) ed è innata e perfetta.

La denominazione dell'opera data da Kant si rifà sempre al concetto di "critica": la "ragione pratica" deve essere analizzata in quanto essa, essendo "empirica pratica" (e non "pura"), ha a che fare con elementi fenomenici, vale a dire i concreti comportamenti morali che variano da individuo a individuo.
«La critica della ragion pratica si presenta in qualche modo come l'opposto della critica della ragion pura: infatti la ragion pura cerca di raggiungere la conoscenza senza basarsi sull'esperienza (è il caso della metafisica) mentre la ragione pratica tenta di rimanere troppo legata all'esperienza e in base ad essa determinare la volontà, cioè staccarsi dalla ragione pura pratica e rimanere legata solo a quella empirica».
L'obiettivo dell'autore, invece, è la determinazione delle condizioni di possibilità per cui il principio regolatore di un'azione sia buono indipendentemente dall'esperienza sensibile individuale: per questo è necessario ed indispensabile sottoporre la "ragion empirica pratica" a una "critica", a un'analisi che determini quali siano gli elementi essenziali, necessari ed universali, validi per tutti allo stesso modo per giungere così a una morale "formale", che prescinda da ogni contenuto sensibile.

## Il debito con Rousseau
Kant stesso ci dice che per un certo tempo fu attratto dalle concezioni morali dei sentimentalisti inglesi, che in seguito abbandonò insoddisfatto in quanto il loro metodo d'indagine si riduceva a una semplice analisi psicologica; inoltre il loro eccessivo ottimismo non faceva loro prendere in considerazione ciò che per Kant costituisce l'elemento essenziale della morale: l'obbligatorietà.
Apparentemente vicino alle posizioni dei sentimentalisti sembrava anche Rousseau, il quale basava la morale sul sentimento: Kant, però, comprese che il sentimento di cui parlava Rousseau aveva un significato ben diverso, in quanto andava inteso come il sentimento della dignità umana. Rousseau, cioè, intendeva dire che ciò che rende l'uomo degno di essere considerato tale è proprio il senso morale.
Kant, come aveva fatto nei confronti di David Hume riguardo alla conoscenza, così riconobbe il suo debito nei confronti di Rousseau riguardo alla morale: "Io sono uno studioso e sento tutta la sete di conoscere che può sentire un uomo. Vi fu un tempo nel quale io credetti che questo costituisse tutto il valore dell'umanità; allora io sprezzavo il popolo che è ignorante. È Rousseau che mi ha disingannato. Quella superiorità illusoria è svanita, ho imparato che la scienza è inutile, se non serve a mettere in valore l'umanità."
In tal modo, viene quindi affermata l'indipendenza dell'atto morale dalla scienza e la sua irriducibilità al sentimento, il quale non potrà mai essere confuso con la moralità. Il sentimento è qualcosa di impulsivo, debole, incostante, su cui la morale non può fare affidamento: "una certa dolcezza d'animo che passa facilmente in un caldo senso di pietà, è cosa bella ed amabile, perché rivela una certa partecipazione alle vicende altrui...ma questo sentimento bonario è debole e cieco."

## La legge morale
Kant afferma l'esistenza di una legge morale assoluta, libera da ogni condizionamento, caratterizzata da due particolarità fondamentali:
- Incondizionatezza: come conseguenza ineludibile del postulato della libertà della vita etica, la scelta morale non può che essere libera e fine a sé stessa (autonomia);
- Necessità ed universalità: non può e non deve dipendere in alcun modo dalla situazione contingente e particolare, ma è uguale per tutti alla medesima maniera.

La morale è considerata la "praxis", ossia un agire volto alla realizzazione di un preciso scopo interno al soggetto; in secondo luogo essa prende la forma del dovere in un soggetto morale. Tale comportamento morale è insito in modo assoluto nella volontà del soggetto che diventa causa prima e libera della propria decisione e quindi del proprio agire. Viene sottolineata comunque la difficoltà che caratterizza tale libertà: spesso il soggetto è condizionato dal mondo esterno nel momento in cui egli sceglie.
In sostanza, se vi è l'agire morale vi è anche una volontà propria del soggetto che ha il compito di dirigere il modo ed il contenuto dell'azione; la volontà viene presentata come unica cosa buona e ragionevole per definizione posseduta dall'uomo.

## Il dovere
(Epitaffio di I. Kant, estratto dalla Critica della ragion pratica, Conclusione ( Akademie Ausgabe V, 161.)
La morale deve basarsi su qualcosa di assolutamente certo e saldo: il dovere. Ognuno infatti percepisce la morale, in modo sicuro e consapevole, come un dovere. L'uomo, quello dotato di ragione, sente di fronte a determinate situazioni di dover compiere una scelta, a cui seguirà il comportamento morale. Anche gli uomini più malvagi, che ancora conservano almeno in parte la razionalità, sentiranno di doversi porre il problema della scelta morale, ovvero di come comportarsi. Questo è il momento che precede ogni reale azione morale.
La morale è quindi un fatto di ragione. Ogni essere razionale possiede la morale, in quanto sente il dovere e la necessità di scegliere. Il dovere non ha nulla a che fare con la causalità ed il determinismo del mondo materiale: esso riguarda soltanto la sfera della morale.
"Il dovere, quando si ha dinanzi il semplice corso della natura, non ha alcun senso. Noi non possiamo chiedere che cosa deve avvenire, come non possiamo chiedere quali proprietà deve avere il circolo: ma solo che cosa avviene e quali proprietà il circolo ha."
La necessità del mondo causale interverrà infatti quando tradurremo la scelta in comportamento morale.
In qualità di essere razionale, io non posso non considerare, ad esempio, che sulla strada v'è un uomo malridotto gettato in terra: quest'ultimo è entrato nella sfera della mia razionalità ed in quel momento non posso non pormi il problema morale della scelta, cioè "Devo o non devo soccorrere quest'uomo?". Qualunque sia la risposta a questa inevitabile domanda, la morale si è comunque manifestata.
Anche se poi agissi in modo caritatevole o malvagio, su quell'uomo ho posto in essere il dovere morale, il quale non ha a che fare con il mondo materiale della necessità che interverrà con le sue leggi fisiche nel momento in cui tradurrò in azione la mia scelta: avrò o meno la forza per sollevarlo ed aiutarlo? Ma questo secondo momento non rientra più nella morale kantiana, che non pretende di imporre comportamenti.

## La libertà e l'obbligatorietà
La scelta, quindi, è assolutamente libera ed è espressione, come dice Kant, di una volontà pura, nel senso che non vi rientra in nessun modo le condizioni della materialità (che svolgerà il suo ruolo necessitante quando la morale si sarà già manifestata e sarà trasformata in azione).
Ma se la morale è dovere, allora come potrà l'obbligatorietà conciliarsi con l'assoluta libertà formale della scelta? La risposta è nel concetto (e nel significato etimologico: αὐτονομία; αὐτόνομος, autònomos, parola composta da αὐτο-, auto- e νόμος, nomos, "legge", ovvero "legge in sé stessa") di autonomia. La morale dell'essere razionale è tale che egli deve obbedire a un comando (obbligatorietà) che egli stesso si è liberamente dato (libertà), in modo conforme alla sua stessa natura razionale.
L'uomo che compie una determinata azione secondo il dovere morale sa che, per quanto la sua decisione possa essere spiegata naturalisticamente (anche con motivazioni psicologiche), la vera sostanza della sua morale non risiede in questa concatenazione causale ma in una libera volontà che corrisponde all'essenza razionale del suo essere.
L'uomo, in definitiva, è un essere appartenente a due mondi: in quanto dotato di capacità sensoriali appartiene a quello naturale, e pertanto è sottoposto alle leggi fenomeniche; in quanto creatura razionale, però, appartiene a ciò che Kant chiama il mondo "intelligibile" o noumeno, cioè il mondo com'è in sé indipendentemente dalle nostre sensazioni o dai nostri legami conoscitivi, e perciò in esso egli è assolutamente libero (autonomo), di una libertà che manifesta nell'obbedienza alla legge morale, all'"imperativo categorico".

## La massima
I principi pratici che regolano la volontà libera di un soggetto razionale sono la massima e l'imperativo:
La massima quindi è una regola di carattere puramente soggettivo che il soggetto stabilisce di osservare solo per sé stesso, gli permette di unificare il senso del suo agire e riconoscerlo in quel tipo di uomo che egli vuole divenire. La massima può essere definita perciò come un orientamento che l'uomo si pone in assoluta libertà.
L'imperativo categorico è invece una prescrizione che è valida per tutti universalmente: esso detta il dovere in modo incondizionato, assoluto e necessario ed è indipendente dagli impulsi del mondo esterno. Vi sono tre formulazioni relative all'imperativo categorico.
Per comprendere al meglio il legame che intercorre tra questi due principi pratici ecco un caso concreto esplicativo: se per esempio aiuto gli altri perché sono motivato da un sentimento di simpatia l'azione non è morale perché la massima che la guida non può essere universalizzata e costituire il fondamento di una legislazione morale valida incondizionatamente, indistintamente e in ogni tempo per tutti.

## L'imperativo categorico
Le condizioni di necessità e universalità si realizzano invece con la legge morale intesa come imperativo categorico, un comando a cui non si può sfuggire, che si distingue dall'"imperativo ipotetico" che consiste nel pronunciare un comando in vista del conseguimento di un fine. Gli imperativi ipotetici si possono riassumere nella formula: se vuoi A devi fare B; per esempio: "se vuoi andare in Paradiso devi obbedire alla legge di Dio".
Questo tipo di comandi configurano cioè un'ipotesi (se vuoi andare in Paradiso) la cui realizzazione è condizionata dal mettere in atto forzatamente un comportamento (devi obbedire alla legge di Dio).
Nell'ambito dell'imperativo ipotetico rientrano anche quei comportamenti che obbediscono al principio della legalità: per esempio, se io mi trattengo dall'uccidere un uomo per il timore di andare in galera, sto rispettando il principio di legalità (non sto uccidendo perché lo prescrive la legge) ma non quello di moralità (sto agendo per fini egoistici, non per rispetto del dovere morale). La volontà è conforme al dovere ma non segue il dovere per il dovere.
I caratteri dell'imperativo categorico invece sono tali per cui la sua imperatività:
- non è condizionata da nulla; (l'obbedire non dipende, ad esempio, dal voler andare in Paradiso)
- vale per tutti gli uomini in tutte le condizioni; (nell'imperativo ipotetico dell'esempio questo valeva solo per chi crede nel Paradiso)
- esprime una volontà pura, non condizionata empiricamente (nell'imperativo ipotetico dell'esempio si metteva in atto la volontà di obbedire ma al fine di conseguire il Paradiso).

Quindi l'imperativo morale:
- non è formulabile mediante regole particolari miranti a far compiere questa o quell'azione determinata connessa alle particolari condizioni storiche in cui vivono gli individui;
- non potrà provenire da nessun'autorità esterna all'uomo. Se così fosse il comando morale varrebbe solo per chi riconoscesse quella autorità: verrebbe così a mancare il carattere di universalità.

Nell'ambito allora della morale formale che esclude tutte le morali contenutistiche, eteronome, che hanno il fondamento di sé nel conseguimento di un fine esterno, l'imperativo categorico kantiano è una legge morale che prescrive "come la volontà debba atteggiarsi, non quali singoli atti deve compiere"

## La formulazione dell'imperativo categorico
La formula fondamentale dell'imperativo categorico prescrive:
In questo imperativo, che era presente anche nella "Fondazione della metafisica dei costumi" e che era stato anche espresso nella formulazione «Agisci in modo che tu possa volere che la massima delle tue azioni divenga universale.» il termine "massima" vuole significare che il principio soggettivo specifico, la regola estraibile dal mio agire morale, possa assumere un valore oggettivo valido per tutti, divenire cioè una legge universale. «Di qui il criterio secondo cui occorre sempre soltanto domandarsi se la propria massima possa valere allo stesso modo di una legge di natura.» La massima è quindi in questo senso soggettiva e intersoggettiva ed il comportamento del soggetto è morale solo se la sua massima appare universalizzabile. Per esempio colui che mente compie un atto estremamente immorale, poiché se fosse universalizzata i rapporti umani sarebbero infine impossibili.

## Il rigorismo kantiano
Con l’espressione «rigorismo kantiano» svariati studiosi alludono al fatto che Kant esclude dal campo dell’etica tutti i sentimenti tranne uno, molto particolare, il «rispetto per la legge». A tal riguardo leggiamo nella Critica della ragion pratica: «Questo sentimento (col nome di sentimento morale) è, dunque, prodotto soltanto dalla ragione. Ci troviamo così di fronte ad un particolarissimo sentimento: è prodotto dalla ragione (di solito i sentimenti si contrappongono alla ragione). Di esso Kant ci dice:
Il rispetto si riferisce sempre soltanto alle persone, non mai alle cose. Le cose possono far nascere in noi la propensione; e, se sono animali (per es. cavalli, cani ecc.), perfino l’amore; o anche la paura, come il mare, un vulcano, una bestia feroce; ma non mai il rispetto […] Un uomo può essere per me un oggetto d’amore, di paura, o d’ammirazione fino allo stupore, e , con tutto questo, può non essere un oggetto di rispetto […] Fontenelle dice: A un gran signore io m’inchino, ma il mio spirito non s’inchina. Io posso aggiungere: a un uomo di umile condizione e del popolo, nel quale io vedo una integrità di carattere in un certo grado che non sento in me stesso, il mio spirito s’inchina, ch’io voglia o no, e per quanto io vada con la testa alta per non lasciargli dimenticare la mia superiorità. Perché ciò? Il suo esempio mi presenta una legge che abbatte la mia presunzione, se paragono questa legge col mio metodo di procedere e vedo dimostrata mediante il fatto l’osservato a di questa legge, e quindi la possibilità di eseguirla

Dunque, il rispetto per la legge è il sentimento che viene suscitato in me da qualcuno che si comporta in modo morale. Pertanto è un sentimento che può aiutarmi in senso morale in quanto può spingermi a comportarmi moralmente.
Le altre due formulazioni dell'imperativo categorico non appaiono nella Critica della ragion pratica ma nella Fondazione della metafisica dei costumi.
In quest'opera la seconda formula recita:
L'uomo non deve mai essere solo strumento di un'azione morale, il vero fine di ogni atto buono è l'uomo. Kant non era un illuso e sapeva bene che molte delle relazioni interpersonali usano effettivamente l'uomo come mezzo (assegnare un lavoro ad un'altra persona è a tutti gli effetti usarla come "mezzo" in quanto questa viene assunta per fare qualcosa per noi). La frase va quindi interpretata alla luce della limitazione che Kant pone: usiamo pure l'uomo come mezzo, ma ricordandoci che è il fine di ogni atto buono e dandogli quindi la dignità che gli spetta. Agire bene significa agire secondo un fine interno, secondo l'umanità del soggetto stesso: realizzando tale senso di umanità scegliendo il meglio di sé stessi si va a rispettare la dignità umana senza ridurre il prossimo come mezzo delle passioni, dell'egoismo o della contingenza. In virtù di questo, è giusto pagare un muratore affinché ci costruisca la casa ma è sbagliato mandare a morire un'altra persona per salvarci la pelle.
Per Kant infatti la morale deve arrivare ad istituire un «regno dei fini», ossia un insieme ideale di libere persone, che vivono secondo le leggi morali e si riconoscono dignità a vicenda.
La terza formulazione dell'imperativo categorico afferma:
Questa formula ripete parzialmente la prima dove però era la legge in primo piano. Qui vi è la preminenza dell'autonomia della volontà, precisando che il comando morale non sia un imperativo proveniente dall'esterno e che renda gli individui come oggetti passivi, ma il risultato spontaneo della propria volontà razionale, la quale, essendo legge a se medesima, fa sì che noi, sottoponendoci ad essa, non facciamo che obbedire a noi stessi. Tant'è vero che nel "regno dei fini", precisa Kant, ognuno è suddito e legislatore al tempo stesso.

## Il "bene morale" riflesso nella natura
Immanuel Kant, dopo aver parlato del concetto della ragione pratica, che è il bene morale, vuol mostrare come esso si attui nelle azioni umane, in quelle azioni che si devono svolgere nel mondo sensibile, proprio come, nella Critica della ragion pura, dopo aver parlato delle forme pure dell'intelletto, egli era passato al problema di come i concetti puri si applichino alle intuizioni sensibili, di come cioè il mondo delle categorie fosse collegato a quello delle intuizioni. Il problema risolto dallo schematismo trascendentale era quello di "sussumere" (ossia "ricondurre") il particolare nell'universale, di collegare le conoscenze particolari alle forme universali dell'intelletto (categorie), come - ad esempio -, attraverso gli schemi di successione, dai fenomeni particolari che si vedono sensibilmente succedersi nel tempo si arriva a capire il loro legame causale, a riportarli alla categoria di causalità.
Analogamente, a questo punto della riflessione sulla Ragion Pratica, il problema è quello di sussumere (ricondurre) gli atti di volontà riguardanti azioni particolari alla legge pratica pura (che è l'imperativo categorico, del tutto formale e privo di contenuti materiali, che mi prescrive soltanto "fa' il tuo dovere", che mi dice perché devo scegliere di fare o non fare una certa cosa, ma non che cosa fare o non fare).
Come si passa, dunque, dal formalismo della moralità (l'imperativo categorico, vuoto di contenuti particolari) all'agire concreto? Secondo Kant, l'individuo dovrebbe domandare a sé stesso se l'azione che ha in mente di compiere (cioè quella massima particolare che ispira la sua volontà individuale in questo momento), la si potrebbe accettare come plausibile quando dovesse accadere per una legge di natura (e dunque questa azione dovesse avvenire necessariamente, senza eccezioni).
Ad esempio: ti stai chiedendo se sarebbe moralmente accettabile la tua scelta di dire il falso? Prova a immaginare che cosa succederebbe se tutte le persone, a prescindere dalla loro volontà, fossero costrette dalla natura a mentire, proprio come sono costrette a respirare, o a invecchiare, o a muoversi su due gambe e non volando; come sarebbe la vita in un mondo così? Proprio come appare chiaramente che sarebbe impossibile vivere in un mondo così (in cui le persone fossero costrette a mentire da una legge di natura), allo stesso modo appare chiaramente che la scelta da te presa in considerazione (cioè di mentire in questa determinata circostanza) non è riconducibile all'imperativo categorico del bene morale, e quindi non è moralmente accettabile.
La "natura", dunque, diventa il "tipo" della legge morale (e infatti Kant designa questa parte della sua riflessione etica con il sostantivo "tipica").
Oltre a una corrispondenza “architettonica” con la Critica della Ragion Pura, vi è comunque un significato più profondo. Che cosa significa affermare che la possibilità di erigere a legge universale una massima, una regola di comportamento individuale, è il "tipo" della moralità, ossia è l'immagine, il riflesso della moralità nel mondo fenomenico? Vuol dire affermare che quel carattere che hanno le azioni moralmente buone, di poter essere oggetto di una legge ugualmente valida per tutti, non è la moralità in sé, bensì il riflesso che la moralità (che è una qualità del mondo noumenico) produce nel mondo fenomenico della realtà umana.
Si può perciò riconoscere che un'azione è buona quando ha questo contrassegno: che si possa auspicare che tutti la compiano. La sua moralità, tuttavia, non consiste in questo contrassegno, ma in una qualità intelligibile, che però non si può intuire con un'esperienza sensibile: se ne possono vedere soltanto le conseguenze, se ne vede soltanto il "tipo" - nel senso originario del greco typos, "impronta, stampo" - nel mondo sensibile, proprio come il noumeno non può essere raggiunto dalla ragione umana, ma se ne postula l'esistenza quando si sperimenta il fenomeno.

## Analogia della ragione pratica con la ragione teoretica
Il carattere essenzialmente razionale della morale si rivela, secondo Kant, per la sua analogia per quanto riguarda la razionalità nel campo teoretico.
Egli ritiene che possano essere assimilate ai giudizi sintetici a posteriori le azioni determinate dagli impulsi [Triebe], inclinazioni[Neigungen], bisogni [Bedrfnisse] pratici, ecc. i quali, se lasciati a sé, seguono il criterio del piacere e del dolore. In questo caso la mia volontà è determinata da una materia rappresentata dalla mia sensibilità, da una mia spinta caratterizzata oggettivamente.
Le azioni invece dettate dalla ragione ma per fini egoistici (gli imperativi ipotetici) sono assimilabili ai giudizi analitici, tali per cui nel soggetto è già contenuto il predicato ("Il triangolo ha tre angoli"). Infatti, nell'imperativo ipotetico ad es.: "Se vuoi diventare ricco devi agire in un determinato modo", nell'analisi della ipotesi è già contenuta la conclusione.
L'imperativo categorico è, infine, analogo ai giudizi sintetici a priori per cui il suo comando è formale, non prescrive alcun'azione determinata, ma nello stesso tempo è reale e oggettivo (trascendentale).

## Il sommo bene
Ogni morale non può essere limitata nel conseguimento del bene. Non posso propormi di conseguire il bene fino a un certo punto e non oltre. Il fine dell'azione morale quindi deve essere il "sommo bene". Ma cosa s'intende per sommo bene? Per alcuni semplicemente il sommo bene, inteso come "il bene più alto", consiste nell'obbedire agli imperativi categorici. Prendendo come guida gli imperativi categorici ognuno quindi può raggiungere il sommo bene. Altri intendono il sommo bene come "il bene più completo" considerato come l'insieme di "virtù e "felicità". Ma tale concetti entrano tra loro in contrasto: si parla di un'antinomia. L'unico modo per risolvere quest'ultima diviene quindi la postulazione di un mondo dell'aldilà in cui possa avvenire l'identificazione di virtù e felicità che nel mondo terreno è impossibile.
Per questa ragione Kant formula i postulati etici: per definizione essi sono proposizioni teoretiche non dimostrabili e assolutamente necessarie riferite alla legge morale e alla sua condizione di pensabilità ed esistenza. I tre postulati sono i seguenti:
- Postulato dell'immortalità dell'anima: poiché solamente la condizione di santità reca l'uomo al sommo bene, e poiché essa è possibile solo nell'aldilà si deve affermare che il soggetto morale ha a sua disposizione un tempo illimitato ed infinito.
- Postulato dell'esistenza di Dio: Dio è considerato il garante della corrispondenza che sussiste tra virtù e felicità.
- Postulato della libertà: se c'è la legge morale vi è conseguentemente anche la libertà assoluta del soggetto. La libertà esiste di certo, a differenza dei due postulati precedenti: l'immortalità dell'anima e Dio costituiscono solamente due situazioni che vengono ipotizzate in modo che la morale possa essere realizzata a pieno, cosa che nel mondo terreno diviene impossibile.

Ecco quindi comparire come "postulati della ragion pratica" quelle che erano le tre idee della Ragione metafisica che non trovavano spiegazione nella dialettica trascendentale e che dimostravano l'illusorietà e l'inganno della metafisica quando pretendeva di presentarsi come scienza. Ora quelle stesse idee fallaci sul piano teorico acquistano invece valore sul piano pratico, morale, divengono corollari della legge morale.

### Il primato della Ragion pratica
Alla base dei postulati della ragion pratica non vi è un "so" ma un "voglio": «voglio che esista Dio, voglio che la mia esistenza in questo mondo sia anche un'esistenza nel mondo intelligibile, voglio che la mia durata sia senza fine.»
Se i postulati non potranno mai assumere il valore di un vero e proprio sapere nello stesso tempo però nessun progresso scientifico potrà mai metterli in dubbio, anzi è proprio la loro insostenibilità razionale che darà valore all'azione morale.
Qui si fonda il primato della ragion pratica sulla ragion pura poiché se l'immortalità dell'anima, l'esistenza di Dio fossero verità certe, come tali renderebbero impossibile ogni autentica azione morale. Se gli uomini praticassero il bene per paura di un castigo o per speranza di un bene e non per un dovere razionale connesso alla nostra stessa natura, la morale diverrebbe "eteronoma", perdendo ogni significato.
L'uomo agisce seguendo il "dovere per il dovere" con in aggiunta infine, per il perseguimento del "bene più completo", di una «ragionevole speranza», di voler credere cioè nella sua assoluta libertà, nell'immortalità dell'anima e nell'esistenza di Dio.

## Opinioni sullaCritik
Nel suo libro Un commento alla critica della ragion pratica di Kant (1961) il filosofo americano Lewis White Beck sostiene che la critica della ragion pratica di Kant è stata spesso trascurata da alcuni studiosi moderni e persino soppiantata nelle loro menti dai Fondazione della metafisica dei costumi (Grundlegung zur Metaphysik der Sitten) di Kant. Sostiene inoltre che gli studenti di Kant possono acquisire più facilmente la conoscenza della filosofia morale di Kant rivedendo l'analisi di Kant dei concetti sia di "libertà" che di "ragione pratica" come presentati nella sua "seconda critica". Beck afferma che la "seconda critica" di Kant serve a intrecciare ciascuno di questi diversi filoni in un modello unificato per creare una teoria completa sull'autorità morale in generale.

## Traduzioni italiane
- Critica della ragion pratica, trad. Francesco Capra, Bari, Laterza, 1909; revisione della traduzione di Eugenio Garin (basata sull'edizione dell'Accademia di Prussia), Glossario e Indice a cura di Vittorio Mathieu, Laterza, 1971; Introduzione di Sergio Landucci, Laterza, 1997.
- Critica della ragion pratica, trad., Introduzione e commento di Cecilia Dentice D'Accadia, Firenze, Vallecchi, 1924. - Firenze, Sansoni, 1942.
- Critica della ragion pratica, trad., Introduzione e note di Giovanni Santinello, Torino, Società Editrice Internazionale, 1958.
- Critica della ragione pratica, trad., Introduzione e note di Carlo Lazzerini, Milano, Signorelli, 1959.
- Fondazione della metafisica dei costumi. Critica della ragione pratica, traduzione di Vittorio Mathieu, Milano, Rusconi, 1982. - Brescia, La Scuola, 1962-2007;  Immanuel Kant, Critica della ragion pratica, collana Bompiani testi a fronte, Quinta ristampa febbraio 2023, Bompiani, 2017, ISBN 978-88-452-9031-2.; Postfazione di Massimo Marassi, Collezione Classici del Pensiero, Brescia, Scholé, 2023, ISBN 978-88-284-0503-0.
- Critica della ragion pratica e altri scritti morali (Fondazione della metafisica dei costumi; La religione nei limiti della semplice ragione; Antropologia dal punto di vista pragmatico), trad. e cura di Pietro Chiodi, Collezione Classici della filosofia, Torino, UTET, 1970.
- Critica della ragion pratica, a cura di Gianfranco Morra, Padova, R.A.D.A.R., 1968.
- Critica della ragion pratica, a cura di Anna Maria Marietti, Introduzione di Giuseppe Riconda, Collana I Classici, Milano, BUR, 1992, ISBN 978-88-171-6844-1. - Collana I Classici del Pensiero, 2 voll., Milano, Fabbri Editori, 1998.
- Critica della ragion pratica preceduta da Fondazione della metafisica dei costumi, trad. e cura di Serena Feloj, Collana Piccola Biblioteca Einaudi. Classici, Torino, Einaudi, 2024, ISBN 978-88-062-2948-1.